# Oborožene sile Ukrajine
Oborožene sile Ukrajine (ukrajinsko Збройні сили України, latinizirano: Zbrojni syly Ukrajiny) skrajšano OSU ali ZSU (ЗСУ) so vojaške sile Ukrajine. Vse vojaške in varnostne sile, vključno z oboroženimi silami, so pod poveljstvom ukrajinskega predsednika in pod nadzorom stalne parlamentarne komisije Vrhovne rade. Zgodovina OSU sega v leto 1917, sodobne oborožene sile pa so bile oblikovane po razglasitvi ukrajinske neodvisnosti leta 1991.
Ukrajinske oborožene sile so sestavljene izk kopenske vojske, mornariške pehote, mornarice, zračnih sil, jurišno zračno-desantnih sil, sil za posebne operacije, teritorialne obrambe in sil za brezpilotne sisteme. Mornarica vključuje lastno pomorsko letalstvo. Morska straža je služba obalne straže Ukrajine in je organizirana kot del mejne straže, ki ni podrejena mornarici. Sile zračne obrambe so bile lasten rod, odgovoren za protiletalsko bojevanje od leta 1991 do združitve z zračnimi silami leta 2004.
Po ruskem napadu leta 2014 je Ukrajina povečala število svojih oboroženih sil. Kot odgovor na rusko vojaško agresijo leta 2014, je predsednik pooblastil guvernerje oblasti, da ustanovijo prostovoljne enote v okviru vladnih sil teritorialne obrambe. Te enote so na začetku prejele minimalna sredstva iz regionalnih proračunov in so bile večinoma odvisne od donacij. Novembra 2014 je bila večina bataljonov teritorialne obrambe vključena v kopensko vojsko. Nacionalna garda služi kot paravojaška rezerva oboroženih sil.
Vojaške enote drugih držav so redno sodelovale na večnacionalnih vojaških vajah v Ukrajini. Veliko teh vaj je bilo izvedenih v okviru programa NATO Partnerstvo za mir. Vojaška oprema iz obdobja Sovjetske zveze se postopoma dopolnjuje s standardnim orožjem Nata.

## Zgodovina
Oblikovanje nacionalnih oboroženih sil v sodobnem pomenu sega v začetek dvajsetega stoletja in sovpada z oblikovanjem sodobnega ukrajinskega naroda.
Začetki sodobnih nacionalnih oboroženih sil segajo v začetek dvajstega stoletja v obdobje Ukrajinske vojne za neodvisnost, ki je sovpadala s koncem prve svetovne vojne. Kot še bolj zgodnjo predhodnico lahko imenujemo ustanovitev nacionalnih vojaških formacij v cesarski in kraljevi vojski Avstro-Ogrske -  Strelci ukrajinske seč.
Med razpadom imperijev ob koncu prve svetovne vojne so se Ukrajinci prizadevali za suverenost. Že v vojski razpadajočega Ruskega imperija so se oblikovale nacionalne enote. Po državnem udaru boljševikov se je začelo hibridno vojskovanje z Rusko SFSR in belo gardo. Oblikovala se je vojska Ukrajinske ljudske republike, kar pa je prekinila nemška uprava. Nadaljevalo se je v omejeni obliki po ustanovitvi Ukrajinske države (znane tudi kot (drugi) hetmanat) hetmana Pavla Skoropadskega. Oborožene sile Ukrajinske države so bile načrtovane na sistematičen način.
Hkrati s temi dogodki so po propadu Ruskega imperija leta 1917 na ukrajinskih ozemljih nastale številne druge vojaške formacije z različnimi političnimi usmerjenostmi. Boljševiški Rdeči kozaki so postali osnova marionetnih oboroženih sil Ukrajinske SSR, po okupaciji Ukrajinske ljudske republike pa so bili vključeni v Rdečo armado. Po razpadu Avstro-Ogrske leta 1918 je ukrajinska galicijska vojska stopila v bran Zahodnoukrajinske ljudske republike, ki je temeljila na formaciji ukrajinskih sičevskih strelcev sedaj razpadle avstro-ogrske vojske.
Med drugo svetovno vojno so Ukrajinci ponovno poskušali postati neodvisni in organizirali oborožene enote in formacije, vključno z Ukrajinsko vstajniško vojsko, ki jo je Sovjetska zveza uspela uničiti šele nekaj let po koncu vojne, Ukrajinci pa so bili spet prisiljen služiti v sovjetskih oboroženih silah.

### Začetki ukrajinskih oboroženih sil po letu 1992
Do leta 1992 so bile ukrajinske oborožene sile v celoti podedovane od Sovjetske zveze. Tako kot druge sovjetske republike ni imela svojega ločenega vojaškega poveljstva, saj so bile vse vojaške formacije enotno podrejene centralnemu poveljstvu sovjetskih oboroženih sil. Administrativno je bila Ukrajinska SSR razdeljena na tri vojaška okrožja (Karpatsko, Kijevsko in Odeško). Na obali Ukrajine so bila tri sovjetska zračna poveljstva in večina pomorskih baz črnomorske flote.
Po razpadu Sovjetske zveze leta 1991, je neodvisna Ukrajina podedovala eno najmočnejših skupin sil v Evropi, ki je bila zasnovana za frontalno vojno proti NATO. Ob razpadu so nekdanje sovjetske oborožene sile v Ukrajinski SSR vključevale 43. raketno armado, 5., 14. 17. in 24. armado sovjetskih zračnih sil, 8. armado zračne obrambe, tri redne armade, dve tankovski armadi, 32. armadni korpus in črnomorsko floto. Skupaj so oborožene sile Ukrajine obsegale približno 780.000 ljudi, 6.500 tankov, 7.000 oklepnih vozil, 1.500 letal in več kot 350 ladij. Skupaj z opremo in osebjem so ukrajinske oborožene sile podedovale bojne časti in rod sovjetskih vojaških sil, nameščenih v Ukrajini, ter nazive gardnih enot za številne formacije. Zaradi poslabšanja odnosov z Rusijo in stigme povezanosti s Sovjetsko zvezo je leta 2015 predsednik Porošenko ukazal odstranitev večine priznanj ki so bila v času Sovjetske zveze podeljena formacijam oboroženih sil in drugim uniformiranim organizacijam.
Februarja 1991 je bila ustanovljena parlamentarna stalna komisija za varnostna in obrambna vprašanja. 24. avgusta 1991 je Vrhovna rada ob sprejetju Deklaracije o neodvisnosti Ukrajine sprejela tudi kratko resolucijo »O vojaških formacijah v Ukrajini«, s katero so prevzeli pristojnost nad vsemi formacijami oboroženih sil Sovjetske zveze, ki so nameščene na ukrajinskem ozemlju, in ustanovil ministrstvo za obrambo. Ministrstvo za obrambo je začelo delovati 3. septembra 1991. 22. oktobra 1991 so bile enote in formacije sovjetskih oboroženih sil na ukrajinskem ozemlju nacionalizirane. Kasneje je vrhovni svet Ukrajine 6. decembra 1991 sprejel dva zakona o ustanovitvi oboroženih sil (ta dogodek danes obeležuje dan oboroženih sil), in predsedniški odlok št. 4 »O oboroženih silah Ukrajine« 12. decembra 1991. Vlada Ukrajine je predala vse pravice do nasledstva sovjetskim silam za strateško odvračanje (glej Strateške raketne čete), ki so bile nameščene na ozemlju Ukrajine. Ukrajina se je zavedala zapletenosti prehoda in iskala soglasje z drugimi nekdanjimi članicami Sovjetske zveze pri razdelitvi njihove vojaške dediščine, zato se je pridružila pogovorom glede skupnega vojaškega poveljstva Skupnosti neodvisnih držav.
Ukrajina je imela status opazovalke pri Gibanju neuvrščenih držav od leta 1996. Zaradi ruske agresije na Ukrajino leta 2014 je Vrhovna rada decembra 2014 ta status razveljavila.

### Nadzor nad orožjem in razorožitev
Po razpadu Sovjetske zveze je Ukrajina podedovala dve diviziji 43. raketne armade strateških raketnih sil (poveljstvo Vinica). Ukrajina je imela v lasti večje število jedrskih konic in balističnih raket, kar jo je v svetovnem merilu uvrščalo na 3. mesto po številu konic. Nad orožji pa ni imela operativnega nadzora, ki je bil odvisen od povezav pod nadzorom Rusije.
V 90ih letih se je Ukrajina odpovedala jedrskim konicam in nekaterim drugim orožjim dolgega dosega. To je bilo prvič v zgodovini, da se je neka država odpovedala uporabi strateškega jedrskega orožja, čeprav je Južna Afrika približno ob istem času ukinila svoj majhen program taktičnega jedrskega orožja.
Ukrajina je imela velike količine visoko obogatenega urana, ki so ga ZDA želele kupiti od Inštituta za fiziko in tehnologijo v Harkovu. Imela je tudi dve tovarni za pridobivanje in predelavo urana, obrat za težko vodo in tehnologijo za določanje izotopske sestave cepljivih materialov. Ukrajina je imela nahajališča urana, ki so bila med najbogatejšimi na svetu. Maja 1992 je Ukrajina podpisala pogodbo o zmanjšanju strateškega orožja (START I), v kateri se je strinjala, da se bo odpovedala vsemu jedrskemu orožju in se pridružila pogodbi o neširjenju jedrskega orožja kot država brez jedrskega orožja. Ukrajina je ratificirala pogodbo leta 1994 in od 1. januarja 1996 na ukrajinskem ozemlju ni več bilo nobene vojaške jedrske opreme ali materiala.
Po ocenah NATO in Ukrajine, je v slednji ob umiku sovjetske vojske ostalo 2,5 milijona ton konvencionalnega streliva, in več kot 7 milijonov pušk, pištol, minometov in mitraljezov. Odvečno orožje in strelivo so skladiščili v več kot 180 vojaških bazah, bunkerjih, rudnikih soli in na prostem. Od leta 2014 naprej se je uničevanje presežka opreme ustavilo.

### Poskus reform in stalno pomanjkanje sredstev
Prve vojaške reforme v Ukrajini so se začele decembra 1996 s sprejetjem novega »Državnega programa za izgradnjo in razvoj oboroženih sil Ukrajine«. Eden od ciljev je bilo zmanjšanje standardne bojne enote z velikosti divizije na velikost brigade, ki bi nato spadala pod poveljstvo enega od treh na novo ustanovljenih vojaških okrožij - zahodnega, južnega in severnega. Reforme je vodil predsednik Leonid Kučma, ki je želel ohraniti sposobno vojsko in obrambno industrijo zaradi nezaupanja do Rusije, ki je povzročala skrbi z težnjami po rusifikaciji Ukrajine.
Ukinitev programa modernizacije je postavila vprašanje, kako zagotoviti delovna mesta v obrambni industriji, ki je takrat predstavljala dvomestni delež BDP. Kot najboljša rešitev je bil izbran izvoz novega in posodobljenega orožja na svetovne trge, s čemer je Ukrajina hkrati poskušala premagati pogodbe ruske orožarske industrije – ponudila je enako storitev za nižjo ceno in bila pripravljena prodati opremo komur koli (tudi politično nestabilnim ali celo agresivnim režimom), kar je povzročilo negativne odzive tako zahodne Evrope kot ZDA. V tem času je bilo Pakistanu prodanih 320 tankov T-80 in Kitajski nedokončana letalonosilka Varjag, danes znana kot Liaoning.
Čeprav je bila vojska dobro opremljena, ji je primanjkovalo sredstev, zlasti za usposabljanje in vaje.
Ukrajinska vojaška taktika in organizacija sta bili podedovani od taktike hladne vojne in nekdanjih  sovjetskih oboroženih sil. Pod predsednikom Juščenkom je Ukrajina vodila politiko neodvisnosti od ruske prevlade in se tako poskušala preusmeriti v Zahod in NATO. 
Do Evromajdana leta 2014 je Ukrajina ohranila tesne vojaške odnose z Rusijo. Primer sodelovanja je bila skupna uporaba pomorskih oporišč na Krimu in skupna prizadevanja za zračno obrambo. To sodelovanje je bilo trajno dražilo v dvostranskih odnosih, vendar se je zdelo, da je Ukrajina gospodarsko odvisna od Moskve in zato ni mogla hitro prekiniti takih vezi. Po izvolitvi predsednika Viktorja Janukoviča so se vezi med Moskvo in Kijevom v primerjavi z leti Juščenka ogrele, med Kijevom in NATO pa ohladile.

### Ukrajina in članstvo v NATO
Državna politika Ukrajine je evroatlantska integracija z Evropsko unijo. Ukrajina ima status partnerice NATO in aktivno sodeluje na vajah Partnerstvo za mir in ohranjanju miru na Balkanu. Odnos z NATO je bil najbolj očiten v ukrajinskem sodelovanju in kombiniranih mirovnih operacijah s Poljsko na Kosovu. Ukrajinski vojaki so služili tudi pod poveljstvom NATO v Iraku, Afganistanu in v operaciji Active Endeavour. Odstavljeni predsednik Ukrajine Viktor Janukovič je menil, da je stopnja sodelovanja med Ukrajino in NATO zadostna. Njegov predhodnik Viktor Juščenko je zaprosil za članstvo Ukrajine do začetka leta 2008. Med zasedanjem vrha v Bukarešti leta 2008 je NATO izjavil, da lahko Ukrajina postane članica po lastni presoji in ko izpolni merila za pristop. Janukovič pa se je odločil, da Ukrajina ostane »neuvrščena država«. To je bilo formalizirano 3. junija 2010, ko je Vrhovna rada z 226 glasovi izključila cilj integracije v evroatlantsko varnost in članstvo v NATO« iz strategije nacionalne varnosti države. Janukovič je kasneje med protestnim gibanjem Evromajdan, ki je zajelo celotno državo in mu nasprotovalo, pobegnil v Rusijo.
Po odstavitvi Janukoviča je začasna vlada sprva izjavila, da ne namerava vstopiti v NATO. Po ruski agresiji in parlamentarnih volitvah oktobra 2014 pa je nova vlada vključitev v NATO postavila za prednostno nalogo. 23. decembra 2014 se je Vrhovna rada odrekla neuvrščenemu statusu Ukrajine, ki se je »izkazal za neučinkovitega pri zagotavljanju varnosti Ukrajine in zaščiti države pred zunanjo agresijo in pritiski«. Ukrajinska vojska se od takrat posodablja na standarde NATO. Ukrajinski premier Arsenij Jacenjuk je v začetku februarja 2016 izjavil, da morajo oborožene sile de facto čim prej začeti svojo tranzicijo za vstop Ukrajine v NATO. Predsednik Volodimir Zelenski je med ruskim kopičenjem vojske na meji leta 2021 ponovno pozval zahodne države k članstvu v NATO, vendar je bil neuspešen.

### Rusko-ukrajinska vojna (2014 – danes)
Marca 2014, po revoluciji dostojanstva in ruski okupaciji Krima, je vlada Ukrajine napovedala novo vojaško službo, Nacionalno gardo Ukrajine, ki je sicer v podobni obliki obstajala do leta 2000.
Maja 2014 se je začela ruska agresija v vzhodnih regijah, so proruske sile blizu Slovjanska v vzhodni Ukrajini sestrelili helikopter s 14 vojaki na krovu, vključno z generalom Sergijem Kulčickim, ki je vodil bojne operacije in posebno usposabljanje nacionalne garde. Odhajajoči začasni predsednik Oleksander Turčinov je sestrelitev opisal kot »teroristični napad«.
V prvih mesecih rusko-ukrajinske vojne so bile oborožene sile deležne številnih kritik zaradi slabe opremljenosti in nesposobnega vodenja, zaradi česar so morale sile ministrstva za notranje zadeve, kot sta nacionalna garda in bataljoni teritorialne obrambe, prevzeti glavno breme spopadov v prvih mesecih vojne.
Konec julija 2015 je obrambno ministrstvo predstavilo nove modele uniform ukrajinskih oboroženih sil, kasneje pa je bil posodobljen tudi sistem oznak činov.
Od zgodnjih devetdesetih let so oborožene sile imele številne enote in formacije z odlikovanjem sovjetskih oboroženih sil iz časa druge svetovne vojne ali prej. Zaradi procesa dekomunizacije, v sklopu katerega so prekinili promocijo in poveličevanje sovjetskih simbolv so bila vsa ta odlikovanja do 15. novembra 2015 odstranjena iz nazivov enot in zastav polkov Iz Sovjetske zveze je Ukrajina obdržala tudi številne gardne enote, katerim so ta naziv odstranili do 22. avgusta 2016.
Do februarja 2018 so bile ukrajinske oborožene sile večje in bolje opremljene kot kdajkoli prej. Štele so 200.000 aktivnih vojakov, večina prostovoljcev iz bataljonov teritorialne obrambe pa je bila vključena v uradno ukrajinsko vojsko.
Konec leta 2017 – v začetku leta 2018 je misija OZN za spremljanje človekovih pravic v Ukrajini poročala, da kršitve človekovih pravic, ki so jih domnevno zagrešile ukrajinske varnostne sile in oborožene skupine, ostajajo del problematike vojne v Donbasu, ki je izbruhnila leta 2014. Narava domnevnih kaznivih dejanj je segala od nezakonitega ali samovoljnega pridržanja do mučenja, slabega ravnanja in spolnega nasilja. V obdobju poročanja od 16. novembra 2017 do 15. februarja 2018 je opazovalna misija Urada visokega komisarja Združenih narodov za človekove pravice (OHCHR) dokumentirala 115 primerov verodostojnih obtožb o kršitvah človekovih pravic, ki sta jih od leta 2014 zagrešili obe strani.
1. februarja 2022 so bile ustanovljene sile Teritorialne obrambne kot nova veja oboroženih sil. Deluje kot rezervna enota sestavljena iz prostovoljcev. Veja je nastala z razširitvijo nekdanjega sistema bataljonov teritorialne obrambe, ki je bil vzpostavljen leta 2014.

#### Ruska invazija na Ukrajino
V četrtek, 24. februarja 2022 je Rusija odkrito napadla Ukrajino. Ukrajinske oborožene sile in njene pomožne organizacije so med obrambo sodelovale v številnih bitkah. Vojska je tudi prejela večje količine orožja in materiala tako NATO kot nekdanjega sovjetskega standarda.. Od ruskih oboroženih sil so tudi zasegli večje količine orožja in bojnih vozil. Zaradi napada so se oborožene sile krepko razširile in modernizirale.
Leta 2010 so celotne sile obsegale 200.000 uslužbencev (vključno z 41.000 civilnimi delavci). Naborniški sistem je bil ukinjen oktobra 2013, takrat so oborožene sile bile sestavljene 40% iz nabornikov in 60% iz poklicnih vojakov. Zaradi ruske agresije je izvršni predsednik Oleksandr Turčinov po le nekaj mesecih (maja 2014) ponovno uvedel naborništvo.
V začetku leta 2014 je imela Ukrajina 130.000 pripadnikov oboroženih sil in bazen rezervistov, ki bi vojsko lahko povečal na približno milijon pripadnkov.
Leta 2015 je bilo v oboroženih silah skupno 250.800 pripadnikov. Po ruski invaziji je julija 2022 obrambni minister Oleksij Reznikov izjavil, da imajo oborožene sile 700.000 aktivnih pripadnikov oz. skupaj z mejno stražo, nacionalno gardo in policijo okoli milijon.
Po revoluciji dostojanstva je Ukrajina sprejela vojaško doktrino, ki se osredotoča na obrambo pred Rusijo, in razglasila namere Ukrajine za tesnejše odnose z oboroženimi silami NATO držav, zlasti če se bo v prihodnosti pridružila zavezništvu.

## Osebje

### Izobraževanje in šole
Številne univerze imajo specializirane vojaške inštitute, kot je npr. Fakulteta za vojaške pravne študije na Nacionalni pravni akademiji Jaroslav Mudri v Harkovu. Glavne ukrajinske vojaške akademije so:
- Nacionalna akademija kopenskih sil hetman Petro Sagajdačni, Lvov
- Mornariška akademija admirala Pavla Nahimova, Sevastopol
  - premeščen v Mikolajiv
- Nacionalna univerza letalskih sil Ivana Kožeduba, Harkov

Poleg tega je v Kijevu Ukrajinska nacionalna obrambna univerza Ivana Černjahovskega.
Centralna bolnišnica oboroženih sil se nahaja v Kijevu.
V Kijevu se nahaja tudi vojaška srednja šola – Vojaška srednja šola Ivana Bohuna.

### Poklicni vojaki
Leta 2017 se je oboroženim silam pridružilo več kot 14.000 poklicnih vojakov.
Vojaki, ki so sodelovali v vojni v Donbasu (maja 2017 jih je bilo 7500) so med časom na fronti prejemali povprečno plačo 16.000 ₴.
Najmanj poklicnih vojakov prihaja iz zahoda države.

### Naborništvo
Moški so trenutno naborniki od 25. leta naprej.
V Sovjetski zvezi so vsi moški državljani dve leti služili v oboroženih silah (oz. tri v mornarici). Po osamosvojitvi je Ukrajina ohranila sistem naborništva, vendar se je čas služenja skrajšal na eno leto (oz. 18 mesecev v mornarici). Postopoma je začela tudi zaposlovati poklicne vojake. Korpus mornariške pehote je bil prvi rod, ki je postal sestavljen povsem iz poklicnih vojakov.
Oktobra 2013 je predsednik Viktor Janukovič ukinil naborništvo v Ukrajini. Takrat je bilo 60 % ukrajinskih sil sestavljenih iz poklicnih vojakov. Zaradi rusko-ukrajinske vojne je bilo leta 2014 ponovno uvedeno. Leta 2015 je bila starostna skupina za vpoklic bila iz 18-25 dvignjena na 29-27.
Po odsluženju vojaškega roka naborniki postanejo del neaktivne rezerve in so lahko mobilizirani, dokler ne dosežejo starosti 55 let oz. 60 let za častnike. Zaradi vojne v Donbasu je Ukrajina uvedla delno mobilizacijo, da bi popolnila mesta v oboroženih silah hkrati pa odpoklicala nabornike, ki so služili pred tem. Zaradi vojne je bilo veliko nabornikov tudi prisiljenih služiti dlje od prvotnega 18-mesečnega roka. Načrtovano je bilo, da bo Ukrajina leta 2015 izvedla delne mobilizacije, da bi nadomestili enote, ki služijo dlje kot je bilo prvotno predvideno.
Tako kot v ostalih državah, je izmikanje vpoklicu prisotno tudi v Ukrajini. Med aprilom in avgustom 2014 je bilo odprtih približno tisoč kazenskih preiskav zaradi izmikanja. Izmik vpoklicu je za državljane problematičen, ker se moškim, ki niso služili zavrne izdaja potnega lista (razen če ima ustrezne zdravstvene razloge).
Po jeseni 2016 so bile daljše napotitve mobiliziranih vojakov na vojno na vzhodu prekinjene.
1. februarja 2022 je predsednik Volodimir Zelenski napovedal spremembo naborniškega sistema, ki bi bodila v njegovo ukinitev 1. januarja 2024. Hkrati je bila načrtovano povečanje števila poklicnih vojakov za 100.000. To bi dosegli z večjim plačilom - najmanj trikratnik minimalne plače in zagotovitvijo stanovanjske oskrbe. Zaradi ruske invazije na Ukrajino manj kot mesec kasneje so bili te načrti ustavljeni. Razglašena je bila splošna mobilizacija.

### Vloga žensk
Ženska je dovoljeno službovanje v bojnih enotah od 2016 naprej. Po podatkih ministrstva za obrambo je v začetku junija 2016 v vojski bilo zaposlenih približno 49.500 žensk, od tega približno 17.000 vojakinj in 2.000 častnic. Leta 2020 je bilo v vojski zaposlenih 58.000 žensk, do 2024 pa se je število povečalo na 62.000, od tega jih je bilo najmanj 5.000 v bojnih vlogah.
Preden je bila dovoljena vključenost žensk v vojsko, so se nekatere pridružile različnih prostovoljnim bataljonom teritorialne obrambe. Za ženske je mobilizacija dovoljena le za častnice.
Avgusta 2018 je na paradi ob dnevu neodvisnosti v Kijevu prvič sodelovala postrojitev 120 žensk - kadetinj vojaškega inštituta Nacionalne univerze Tarasa Ševčenka in Vojaškega inštituta za telekomunikacije in informacijske tehnologije. Gledalci so njihov nastop pospremili z bučnim aplavzom.
Septembra 2018 je bila sprejeta zakonodaja, po kateri so ženske in moški enakopravni v vojski in policiji. Mesec po tem je Ljudmila Šugalej, vodja vojaškega medicinskega direktorata varnostne službe Ukrajine, postala prva generalka. Vojaška gimnazija Ivana Boguna od leta 2019 sprejema tako kadete kot kadetinje. Nadija Savčenko je ena najbolj znanih vojakinj in je bila od julija 2014 do maja 2016 v ujetništvu v Rusiji.

## Paravojaške sile
Čeprav niso del oboroženih sil Ukrajine, so v primeru vojnih razmer pod njihovim poveljstvom. To se je zgodilo po ruski invaziji febraurja 2022.

## Nedavne operacije
Ukrajina ima vedno večjo vlogo v mirovnih misijah. Od leta 1992 je več kot 30.000 vojakov sodelovalo v misijah v nekdanji Jugoslaviji (IFOR v Bosni in Hercegovini, UNPROFOR in UNTAES na Hrvaškem, KFOR na Kosovu), Bližnjem vzhodu (Južni Libanon, Kuvajt, Irak) in Afriki (Angola, Sierra Leone, Liberija).
Od leta 1997 Ukrajina tesno sodeluje z NATO in še posebej s Poljsko. Ukrajinska enota je bila napotena v okviru večnacionalnih sil v Iraku pod poljskim poveljstvom. Ukrajinske enote so tudi na Kosovu razporejene kot del ukrajinsko-poljskega bataljona (UKRPOLBAT).
Prva bitka redne formacije ukrajinskih oboroženih sil se je zgodila 6. aprila 2004 v Kutu v Iraku, ko so ukrajinski mirovni kontingent napadli pripadniki Mahdijeve vojske. Spopad je trajal več ur, Ukrajinci pa so uspešno držali cilje, ki so jih varovali.
Ukrajinske enote so kot del nekdanjega kontingenta sovjetskih oboroženih sil leta 1992 sodelovale v UNPROFOR-ju. 3. julija 1992 je Vrhovna rada sprejela resolucijo, s katero je ukrajinske oborožene sile zavezala k mirovnim misijam OZN. Kmalu po prihodu v Sarajevo 31. julija 1992 se je topništvo ukrajinskega bataljona znašlo sredi minometnega obstreljevanja med bosanskimi Srbi in Bošnjaki. Ena od srbskih granat je zadela ukrajinski položaj in pri tem huje ranila sedem vojakov, en je kasneje umrl med hospitalizacijo v Nemčiji.
Od osamosvojitve naprej je Ukrajina napotila vojake v Irak, Afganistan, Kosovo in k različnim mirovnim misijam OZN v Afriki (vključno s helikopterskimi enotami). Enote ukrajinske mornarice so sodelovale tudi v protipiratskih operacijah ob obali Somalije, preden so bile odpoklicane zaradi ruskege agresije leta 2014.
19. januarja 2015 je ukrajinski 18. ločeni helikopterski odred skupaj z drugimi enotami MONUSCO izvedel uspešno operacijo uničenja dveh taborišč nezakonitih oboroženih skupin v Kongu.

### Napotitve zunaj Ukrajine
- Vzhodni Kongo: (MONUSCO) – 12 strokovnjakov in 4 helikopterji Mi-24[88][92][93][94]
- Kosovo: (KFOR) – 128 vojakov[88]
- Kosovo: (UNMIK) – 1 vojaški uradnik za zveze, 1 uradnik za zveze[88][92]
- Liberija: (UNMIL) – 277 vojakov, 2 strokovnjaka[88][92]
- Moldavija: (Pridnestrska republika) – 10 vojaških opazovalcev[88]
- Sudan: (UNMIS) – 9 strokovnjakov[88][92]
- Mali (20)

### Ruska okupacija Krima
2. marca 2014 so bile ukrajinske oborožene sile po ruski vojaški invaziji na Krim v stanju pripravljenosti. Ukrajina je 19. marca 2014 pripravila načrte za umik vseh svojih vojakov in njihovih družin na celino.

## Tradicija
- 9. avgusta 2018 je predsednik Petro Porošenko napovedal, da bo vzklik Slava Ukrajini uradni pozdrav oboroženih sil, ki bo nadomestil vojaški pozdrav iz sovjetskega obdobja Pozdravljeni tovariši (Вітаю товариші, Vitaju tovaryši ).[97] Pozdrav je bil prvič uporabljen med parado ob dnevu neodvisnosti v Kijevu tistega leta ob praznovanju stoletnice ukrajinske države.[98] Slava Ukrajini je tudi uradni pozdrav policije.
- Centralni dom častnikov oboroženih sil Ukrajine je kulturno središče ukrajinske vojske v Kijevu. Po drugi svetovni vojni je dom služil kot koncertna dvorana za častnike, saj je bil takrat skoraj celotni Kijev v ruševinah. Od oktobra 1995 je v njem Nacionalni muzej vojaške zgodovine.[99]
- Ukrajinska vojska je svojo trenutno uniformo predstavila na dan neodvisnosti leta 2016.[100] Nove uniforme so navdih vzele od britanskih in poljskih,[100] vključujejo pa tudi podrobnosti iz uniform, ki jih je nosila Ukrajinska ljudska armada. Na kapi je simbol kozaka, ki drži križ.[100] Čeprav so bile v glavnem zasnovane za kopenske sile, so druge veje svoje nove uniforme temeljile na posodobitvi. Pred letom 2016 so uniforme temeljile na nekdanjih sovjetskih.
- Vojska za korakanje uporablja sovjetski »gosji korak« (ta sicer izvira iz Prusije) s hitrostjo 75 korakov na minuto in elementi koračnega tempa sečkih strelcev.[101][102]
- Priredba S. Tvoruna Zaporiškega marša se v oboroženih silah uporablja od leta 1991, ko je nadomestila Slovo Slovanke in se izvaja, ko so novi vojaki sprejeti v oborožene sile in recitirajo svoje prisege.

## Proračun
Leta 2017 je ukrajinska strategija nacionalne varnosti predvidevala, da mora proračun za nacionalno varnost in obrambo znašati vsaj 5 % BDP.
21. decembra 2016 je Vrhovna rada sprejela proračun za nacionalno varnost za leto 2017 v višini 5 % ukrajinskega BDP. To je bilo 23% povečanje od leta 2013 in 65% povečanje od leta 2005. Od skupnega zneska je bilo 60% predvidenih za obrambo, 40% pa za varnost in policijo. V letu 2016 so se izdatki za razvoj orožja povečali za 30%.
Leta 2017 je korupcija v kombinaciji z majhnimi proračuni v preteklosti vojsko postavila v stanje, v katerem se je težko soočala z rusko agresijo na Krimu in v Donbasu. Sistemska korupcija je ovirala vse sektorje obrambe, kar je institucijo. Kljub velikim prizadevanjem za iztrebitev korupcije, so znaki kazali, da ni dovolj.
Ukrajinska vlada je sprožila velike strukturne reforme vojske, da bi do leta 2020 dosegla standarde NATO, a malokdo je verjel, da jih bo uspela uspešno izvesti v zastavljenem roku. Nekatere problematike niso bile naslovljene kot npr. pomanjkanje civilnega in parlamentarnega nadzora nad oboroženimi silami, pomanjkanje notranjega usklajevanja, slabo vključevanje prostovoljcev v redno vojsko, nekaznovanje in zlorabe vojaškega osebja, sistemska korupcija in nepreglednost financ. Do leta 2022 so reforme nekatere probleme razrešile.

### Letni proračuni
(Samo proračun za obrambo, ne skupaj za »varnost in obrambo«)
- 2003: 5,06 milijard ₴[111]
- 2004: 1,29 milijard ₴[111]
- 2005: 1,23 milijard ₴[111]
- 2006: 1,47 milijard ₴[111]
- 2007: 2,12 milijard ₴[111]
- 2008: 1,78 milijard ₴[112]
- 2009: 0,93 milijard ₴[113]
- 2010: 1,63 milijard ₴[114]
- 2011: 1,82 milijard ₴[115]
- 2012: 2,05 milijard ₴[116]
- 2013: 1,88 milijard ₴[117]
- 2014: 1,37 milijard ₴[118]
- 2015: 1,91 milijard ₴[118]
- 2016: 2,11 milijard ₴[119]
- 2017: 2,65 milijard ₴[120]
- 2018: 3,20 milijard ₴[120]
- 2019: 4,08 milijard ₴[120]
- 2020: 5,2 milijard ₴[121]
- 2021: 4,9 milijard ₴[122]
- 2022: 8,3 milijard ₴[123]
- 2023: 31,03 milijard ₴[124][125]

## Vojaški prazniki
Vojaški prazniki, ki jih praznuje vse vojaško osebje v oboroženih silah Ukrajine:
- 6. maj - dan mehanizirane pehote
- 23. maj - rojstni dan mornariške pehote
- 8. julij - dan letalstva in zračne obrambe
- Prva nedelja v juliju - dan mornarice
- 8. avgust - dan komunikacijskega korpusa
- 7. september - dan vojaških obveščevalnih sil
- 9. september - dan oklepnih sil
- 14. september - dan mobiliziranih vojakov
- 1. oktober - dan branilcev Ukrajine[127]
- 29. oktober - dan finančnikov
- 3. november - dan raketnih sil in topništva
- 3. november - dan inženirjev
- 21. november - dan zračno-desantnih jurišnih sil[128][129][130]
- 6. december - dan oboroženih sil[131]
- 12. december - dan kopenske vojske
- 23. december - dan operativnih vojakov

## Veterani
Ukrajina veteranom zagotavlja več ugodnosti. Ukrajinci, ki so služili v drugi svetovni vojni, sovjetsko-afganistanski vojni ali kot likvidatorji med černobilsko nesrečo, so upravičeni do mesečnih preživnin, popustov na zdravstvene in lekarniške storitve, breplačen javni prevoz, dodatnih dni dopusta, prednosti pri odpuščanju, lažji dostop do posojil, prednost pri prijavah za delovna mesta, prednost pri vpisu v poklicne šole, subvencije za elektirko, plin in stanovanje. Veterani so v obsegu zmožnosti tudi upravičenih do vojaških stanovanj. Poleg veteranov iz nekdanje Sovjetske zveze so nastale tudi nove generacije, ki so služile na mednarodnih misijah, del katerih je bila Ukrajina. Tisti, ki so se odzvali na vojno v Donbasu so upravičeni do še dodatnih ugodnosti.
Zaradi vojne z Rusijo se je v Ukrajini pojavila še nova generacija veteranov. Te so upravičeni do enakih ugodnosti kot ostali. Ker pa ni bilo uradne vojne napovedi, se je pojavil problem določitve datuma po katerem veljajo veteranske ugodnosti, kar je privedlo do tega, da nekateri, ki so sodelovali v začetku spopadov do njih niso bili upravičeni. Sprva so bile ugodnosti podeljene le posmrtno družinskim članom, saj ni bilo ustreznega pravnega okvirja. Prav tako do ugodnosti niso bili upravičeni pripadniik prostovoljnih bataljonov teritorialne obrambe. Kasneje je zakonodaja področje uredila, da so status veterana lahko prejeli vsi, tudi prostovoljci.
Veterani vojne v Donbasu so upravičeni do stanovanja (če ostanejo v aktivni službi) ali zemljišča za gradnjo v velikosti 1000 kvadratnih metrov v okrožju njihove registracije.
22. novembra 2018 je bilo uradno ustanovljeno ukrajinsko ministrstvo za veterane.

## Vojaški industrijski kompleks
Ukrajina je po osamosvojitvi imela približno 30 % sovjetske vojaške industrije, ki je vključevala med 50 in 60 % vseh ukrajinskih podjetij, ki so skupaj zaposlovala 40 % delovno aktivnega prebivalstva. Ukrajina je bila vodilna na področju raketne tehnologije, navigacijske elektronike za bojna plovila in podmornice, sistemov za vodenje, radarjev za vojaška letala in težkih oklepnih vozil.
Razvojno politiko na področju obrambe vodi Centralni znanstvenoraziskovalni inštitut za oborožitev in vojaško opremo oboroženih sil Ukrajine.